# Yann Fouéré
Yann Fouéré, fr. Jean-Adolphe Fouéré (ur. 26 lipca 1910 w Aignan, zm. 20 października 2011 w Saint-Brieuc) – bretoński publicysta, dziennikarz, pisarz i działacz narodowy.
Kiedy był dzieckiem, jego rodzina powróciła do Bretanii. Większość tego okresu spędził w Callac. Naukę w szkole średniej rozpoczął w St. Brieuc, ale jego rodzice przenieśli się do Paryża z powodu otrzymania przez ojca pracy w ministerstwie prac publicznych. Nauczanie kontynuował w Lycée Montaigne, a następnie Louis Le Grand. Z powodu kolejnej przeprowadzki ukończył liceum w Clermont w 1927 r. Zainteresował się wówczas historią i kulturą bretońską. Po pewnym czasie rozpoczął w Paryżu studia prawnicze i politologiczne. Związał się wówczas z bretońskimi działaczami nacjonalistycznymi. W latach 1933–1937 stał na czele Stowarzyszenia Studentów Bretońskich. W 1934 r. ukończył studia, po czym podjął pracę w ministerstwie spraw wewnętrznych. Wraz z Robertem Audicem utworzył organizację Ar Brezhoneg er Skol, której celem była walka o wprowadzenie nauki języka bretońskiego w szkołach państwowych w Bretanii. Następnie został wiceprezydentem Unii Regionalistów Bretońskich, a po pewnym czasie redaktorem jej organu prasowego czasopisma "Peuples et Frontieres". Podczas pracy w ministerstwie spraw wewnętrznych opowiadał się za pomocą nacjonalistom baskijskim, przebywającym na emigracji we Francji z powodu wojny domowej w Hiszpanii. Wstąpił nawet do organizacji Liga Przyjaciół Basków. Po zajęciu kraju przez wojska niemieckie w czerwcu 1940 r., przyjechał do Rennes w Bretanii, gdzie zaangażował się w działalność w nacjonalistycznym ruchu bretońskim. Opracował projekt statutu autonomicznego Bretanii i pracował nad stworzeniem ruchu czerpiącego ze zwyczajów bretońskich. Założył gazetę "La Bretagne", reprezentującą regionalistyczne podejście w bretońskim ruchu nacjonalistycznym. Powołał Komitet Przyjaciół Bretanii, rozpoczynając kampanię o pozyskanie przez Bretanię szeregu praw administracyjnych, oświatowych, społecznych i gospodarczych. Od kwietnia 1942 r. był dyrektorem politycznym gazety "La Dépêche", wydawanej w Morlaix, która wchłonęła zespół redakcyjny "La Bretagne". W tym samym roku objął funkcję sekretarza generalnego Komitetu Konsultacyjnego Bretanii. Był też członkiem Instytutu Celtyckiego Bretanii. Po wylądowaniu wojsk alianckich w Normandii w czerwcu 1944 r., przeniósł się do Pacé. Po wyzwoleniu Bretanii wydawanie "La Dépêche" zostało zawieszone. 10 sierpnia tego roku Yann Fouéré został aresztowany. Pod koniec września został osadzony w obozie dla internowanych Camp Marguerite, zaś w marcu 1945 r. przeniesiony do więzienia w Quimper. Ostatecznie, krótko przed rozpoczęciem procesu, trafił do obozu dla internowanych w Pont-de-Buis. 28 marca 1946 r. został skazany na karę dożywotniego pozbawienia wszelkich praw publicznych. Wkrótce wyemigrował do Walii, gdzie występował jako dr Moger. Nawiązał kontakty z Kongresem Celtyckim i walijską partią nacjonalistyczną Plaid Cymru. Z ich pomocą utworzył Walijski Komitet Bretoński w celu wspomagania uchodźców bretońskich. Zaczął też wydawać jego organ prasowy biuletyn "Breton National News Service". Od września 1946 r. był asystentem na uniwersytecie w Swansea, a następnie uczył języka francuskiego w Catholic College w Llandeilo. Na pocz. 1948 r. został jednak wydalony z terytorium Wielkiej Brytanii, w wyniku czego zamieszkał w Dublinie. Zajmował się różnymi pracami; prowadził prywatne lekcje francuskiego, prowadził audycje o Bretanii w irlandzkim radiu, pisał artykuły do gazet. Poza tym w dalszym ciągu redagował "Breton National News Service". Wkrótce otrzymał obywatelstwo irlandzkie i rozpoczął pracę w ministerstwie spraw zagranicznych. W czerwcu 1955 r. w Paryżu doszło do ponownego jego procesu, który oddalił wszystkie zarzuty przeciwko niemu. W rezultacie jesienią tego roku Yann Fouéré odbył podróż po Bretanii. W 1956 r. opracował projekt "d’Organisation de la Bretagne", nawiązujący do projektu z 1942 r. Został on opublikowany w formie petycji do władz francuskich. 10 listopada 1957 r. współtworzył Mouvement pour l’Organisation de la Bretagne, zaś od stycznia 1958 r. wydawał jego organ prasowy pismo "l’Avenir de la Bretagne". W broszurze pt. "De la Bretagne a la France et a l’Europe" przedstawił ideę demokratycznej i federalistycznej Europy, respektującej prawa mniejszości narodowych. W 1968 r. opublikował książkę pt. "l’Europe aux cent drapeaux", w której rozwinął powyższe idee. Był też autorem 2 kolejnych książek pt. "La Bretagne écartelée" i "Histoire résumée du mouvement Breton (1800-1976)". Nawiązał kontakty z organizacjami i partiami mniejszości narodowych z innych krajów Europy. Wstąpił do L’Union Fédéraliste des Communautés Ethniques. W 1961 r. współtworzył Ligę Celtycką. W końcu lat 60. zaangażował się w działalność partii Strollad Ar Vro. W 1973 r. jako jej kandydat bezskutecznie brał udział w wyborach samorządowych. Po kilku zamachach bombowych w Bretanii, przeprowadzonych przez nielegalny Front Wyzwolenia Bretanii, został w październiku 1975 r. aresztowany i tymczasowo osadzony w więzieniu La Santé w Paryżu. Wspomnienia więzienne wydał w 1977 r. pt. "En Prison pour le FLB". Po amnestii generalnej z 1981 r. mógł powrócić do działalności politycznej. Utworzył Parti pour l’Organisation d’une Bretagne Libre, która wznowiła wydawanie pisma "l’Avenir de la Bretagne". Yann Fouéré napisał kilka następnych książek, w tym swoją autobiografię w 2 tomach pt. "La Patrie Interdite, Histoire d’un Breton" i "La Maison du Connemara". W 1999 r. stworzył Instytut Dokumentacji Bretońskiej i Europejskiej, prowadzący prace nad historią Bretanii.